# Lijst van gemeentelijke monumenten in Barneveld (gemeente)
De gemeente Barneveld kent 160 gemeentelijke monumenten, hieronder een overzicht. 

## Achterveld
De plaats Achterveld kent 2 gemeentelijke monumenten:
| Object                                   | Bouwjaar | Architect | Locatie            | Coördinaten                  | Nr.      | Afbeelding                               |
| ---------------------------------------- | -------- | --------- | ------------------ | ---------------------------- | -------- | ---------------------------------------- |
| Schaapskooi                              |          |           | Achterveldseweg 41 | 52° 8' 4" NB, 5° 30' 56" OL  | 0203/159 | Schaapskooi                              |
| Boerderij, bakhuis, schaapskooi, schuren |          |           | Klettersteeg 27    | 52° 8' 28" NB, 5° 30' 38" OL | 0203/160 | Boerderij, bakhuis, schaapskooi, schuren |

## Barneveld
De plaats Barneveld kent 74 gemeentelijke monumenten, zie de lijst van gemeentelijke monumenten in Barneveld (dorp)

## De Glind
De plaats De Glind kent 8 gemeentelijke monumenten:
| Object                                                                   | Bouwjaar  | Architect         | Locatie                           | Coördinaten                  | Nr.     | Afbeelding                                                               |
| ------------------------------------------------------------------------ | --------- | ----------------- | --------------------------------- | ---------------------------- | ------- | ------------------------------------------------------------------------ |
| Boerderij, bakhuis, schaapskooi                                          |           |                   | Helweg 9                          | 52° 7' 49" NB, 5° 31' 7" OL  | 0203/75 | Boerderij, bakhuis, schaapskooi                                          |
| Oorlogsmonument                                                          | 1944-1945 |                   | Postweg (ongenummerd) naast nr 77 | 52° 7' 10" NB, 5° 30' 26" OL | 0203/76 | Oorlogsmonument                                                          |
| Put                                                                      |           | Ds. R.J.W.Rudolph | Postweg (ongenummerd) t.o. nr 77  | 52° 7' 12" NB, 5° 30' 23" OL | 0203/77 | Put                                                                      |
| Woonhuis                                                                 | 1920      |                   | Postweg 77                        | 52° 7' 10" NB, 5° 30' 21" OL | 0203/78 | Woonhuis                                                                 |
| Gereformeerde kerk met consistorie                                       | 1940      | Ds. R.J.W.Rudolph | Postweg 78                        | 52° 7' 11" NB, 5° 30' 32" OL | 0203/79 | Gereformeerde kerk met consistorie                                       |
| Begraafplaats                                                            |           |                   | Ringlaan 10a                      | 52° 6' 45" NB, 5° 30' 44" OL | 0203/80 | Begraafplaats                                                            |
| Voormalig paviljoen (Pieter Adolfstichting) met twee schuren en hooiberg | 1914      |                   | Schoonderbekerweg 5-7             | 52° 7' 47" NB, 5° 30' 12" OL | 0203/81 | Voormalig paviljoen (Pieter Adolfstichting) met twee schuren en hooiberg |
| Villa, vrm. directeurswoning (Pieter Adolfstichting)                     | 1914      |                   | Schoonderbekerweg 11              | 52° 7' 45" NB, 5° 30' 7" OL  | 0203/82 | Villa, vrm. directeurswoning (Pieter Adolfstichting)                     |
| Boerderij annex schuur (2023 status vervallen en gesloopt)               | 1931      |                   | Schoonderbekerweg 13              | 52° 7' 39" NB, 5° 30' 10" OL | 0203/83 | Boerderij annex schuur (2023 status vervallen en gesloopt)               |

## Garderen
De plaats Garderen kent 18 gemeentelijke monumenten:
| Object                                        | Bouwjaar | Architect | Locatie                   | Coördinaten                   | Nr.      | Afbeelding                                    |
| --------------------------------------------- | -------- | --------- | ------------------------- | ----------------------------- | -------- | --------------------------------------------- |
| Boerderij / horeca                            |          |           | Apeldoornsestraat 78-80   | 52° 13' 5" NB, 5° 43' 27" OL  | 0203/84  | Boerderij / horeca                            |
| Dubbele (landarbeiders)woning                 |          |           | Apeldoornsestraat 185-187 | 52° 13' 9" NB, 5° 43' 34" OL  | 0203/85  | Dubbele (landarbeiders)woning                 |
| Boerderij, bakhuis, div. schuren, schaapskooi |          |           | Apeldoornsestraat 193     | 52° 13' 11" NB, 5° 44' 19" OL | 0203/86  | Boerderij, bakhuis, div. schuren, schaapskooi |
| Boerderij met schuren                         | 1811     |           | Dorpsstraat 1             | 52° 13' 56" NB, 5° 42' 54" OL | 0203/87  | Meer afbeeldingen                             |
| V.m. school                                   |          |           | Dorpsstraat 9             | 52° 13' 58" NB, 5° 42' 50" OL | 0203/88  | V.m. school                                   |
| Woonhuis                                      |          |           | Dorpsstraat 17            | 52° 14' 1" NB, 5° 42' 46" OL  | 0203/89  | Woonhuis                                      |
| Woning                                        |          |           | Dorpsstraat 24            | 52° 14' 1" NB, 5° 42' 48" OL  | 0203/90  | Woning                                        |
| Boerderij / stalgebouw                        |          |           | Harderwijkerweg 1         | 52° 14' 7" NB, 5° 42' 39" OL  | 0203/91  | Boerderij / stalgebouw                        |
| Begraafplaats etc.                            |          |           | Koningweg                 | 52° 14' 2" NB, 5° 43' 6" OL   | 0203/92  | Begraafplaats etc.                            |
| Woning                                        |          |           | Koningsweg 50             | 52° 14' 12" NB, 5° 43' 30" OL | 0203/93  | Woning                                        |
| Schaapskooi                                   |          |           | Koningsweg 50             | 52° 14' 12" NB, 5° 43' 30" OL | 0203/94  | Schaapskooi                                   |
| Woning (stalgebouw)                           |          |           | Mazenhofstraat 1          | 52° 13' 55" NB, 5° 42' 54" OL | 0203/95  | Woning (stalgebouw)                           |
| Schip van Hervormde Kerk                      |          |           | Mazenhofstraat 4          | 52° 13' 55" NB, 5° 42' 54" OL | 0203/96  | Schip van Hervormde Kerk                      |
| Begraafplaats                                 |          |           | Mazenhofstraat 4          | 52° 13' 55" NB, 5° 42' 54" OL | 0203/97  | Begraafplaats                                 |
| Boerderij                                     |          |           | Oud Milligenseweg 3       | 52° 13' 55" NB, 5° 42' 56" OL | 0203/98  | Boerderij                                     |
| Woning (stalgebouw)                           |          |           | Oud Milligenseweg 2       | 52° 13' 55" NB, 5° 42' 55" OL | 0203/99  | Woning (stalgebouw)                           |
| Boerderij, schuur                             |          |           | Ouwendorperweg 15         | 52° 13' 35" NB, 5° 44' 5" OL  | 0203/100 | Boerderij, schuur                             |
| Woning                                        |          |           | Putterweg 85              | 52° 14' 11" NB, 5° 41' 3" OL  | 0203/101 | Woning                                        |

## Kootwijk
De plaats Kootwijk kent 6 gemeentelijke monumenten:
| Object                                        | Bouwjaar | Architect | Locatie                        | Coördinaten                   | Nr.      | Afbeelding                                    |
| --------------------------------------------- | -------- | --------- | ------------------------------ | ----------------------------- | -------- | --------------------------------------------- |
| Begraafplaats                                 |          |           | Kerkhofweg                     | 52° 10' 52" NB, 5° 46' 22" OL | 0203/102 | Begraafplaats                                 |
| Boerderijcomplex                              |          |           | Nieuw Milligenseweg 1          | 52° 11' 7" NB, 5° 46' 13" OL  | 0203/103 | Boerderijcomplex                              |
| Voormalig schoolgebouw, School met den Bijbel | 1935     |           | Nieuw Milligenseweg 20-20a     | 52° 11' 13" NB, 5° 46' 19" OL | 0203/104 | Voormalig schoolgebouw, School met den Bijbel |
| Gereformeerd kerkgebouw met consistoriekamer  | 1920     |           | Nieuw Milligenseweg 22         | 52° 11' 14" NB, 5° 46' 21" OL | 0203/105 | Gereformeerd kerkgebouw met consistoriekamer  |
| Pastorie                                      | 1936     |           | Nieuw Milligenseweg 26         | 52° 11' 15" NB, 5° 46' 24" OL | 0203/106 | Pastorie                                      |
| Boerderij                                     |          |           | Lovinklaan 2 (Noorderheideweg) | 52° 10' 39" NB, 5° 45' 37" OL | 0203/107 | Boerderij                                     |

## Kootwijkerbroek
De plaats Kootwijkerbroek kent 14 gemeentelijke monumenten:
| Object                                               | Bouwjaar | Architect | Locatie            | Coördinaten                  | Nr.      | Afbeelding                                           |
| ---------------------------------------------------- | -------- | --------- | ------------------ | ---------------------------- | -------- | ---------------------------------------------------- |
| Boerderij, bakhuis                                   |          |           | Drieënhuizerweg 20 | 52° 9' 31" NB, 5° 39' 43" OL | 0203/108 | Boerderij, bakhuis                                   |
| Boerderij bakhuis, schuren, schaapskooi, hooiberg    |          |           | Dijkerweg 17       | 52° 8' 36" NB, 5° 42' 54" OL | 0203/109 | Boerderij bakhuis, schuren, schaapskooi, hooiberg    |
| Boerderij, bakhuis, schaapskooi, schuren, roedenberg |          |           | Grote Muntweg 15   | 52° 9' 33" NB, 5° 40' 13" OL | 0203/110 | Boerderij, bakhuis, schaapskooi, schuren, roedenberg |
| Boerderij, schuur                                    |          |           | Hulstweg 10        | 52° 8' 41" NB, 5° 41' 56" OL | 0203/111 | Boerderij, schuur                                    |
| Boerderij, bakhuis, schuren                          |          |           | Puurveenseweg 12   | 52° 8' 14" NB, 5° 39' 16" OL | 0203/112 | Boerderij, bakhuis, schuren                          |
| Begraafplaats                                        |          |           | Veluweweg (ongn.)  | 52° 9' 14" NB, 5° 40' 9" OL  | 0203/113 | Begraafplaats                                        |
| Pastorie                                             |          |           | Veluweweg 82       | 52° 9' 11" NB, 5° 40' 22" OL | 0203/114 | Pastorie                                             |
| Pastorie/kosterswoning                               |          |           | Veluweweg 158      | 52° 9' 27" NB, 5° 40' 42" OL | 0203/115 | Pastorie/kosterswoning                               |
| Kerk                                                 |          |           | Veluweweg 160      | 52° 9' 27" NB, 5° 40' 43" OL | 0203/116 | Kerk                                                 |
| Boerderij, schuur                                    |          |           | Walhuisweg 29      | 52° 8' 11" NB, 5° 39' 59" OL | 0203/117 | Boerderij, schuur                                    |
| Schaapskooi                                          |          |           | Wencopperweg 82    | 52° 9' 26" NB, 5° 38' 5" OL  | 0203/118 | Schaapskooi                                          |
| Boerderijcomplex                                     |          |           | Wesselseweg 74     | 52° 8' 51" NB, 5° 36' 54" OL | 0203/119 | Boerderijcomplex                                     |
| Schaapskooi (gesloopt)                               |          |           | Wesselseweg 132    | 52° 9' 1" NB, 5° 38' 52" OL  | 0203/120 | Upload foto                                          |
| Boerderij, bakhuis, schuur                           |          |           | Wesselseweg 149    | 52° 9' 7" NB, 5° 39' 41" OL  | 0203/121 | Boerderij, bakhuis, schuur                           |

## Stroe
De plaats Stroe kent 5 gemeentelijke monumenten:
| Object                                                                                 | Bouwjaar | Architect | Locatie       | Coördinaten                   | Nr.      | Afbeelding                                                                             |
| -------------------------------------------------------------------------------------- | -------- | --------- | ------------- | ----------------------------- | -------- | -------------------------------------------------------------------------------------- |
| Boerderij, bakhuis, schuren                                                            |          |           | Ravenweg 2    | 52° 10' 35" NB, 5° 41' 35" OL | 0203/122 | Boerderij, bakhuis, schuren                                                            |
| Boerderij, een tweede veeschuur, een wagenschuur/annex kippenhok en twee kippenschuren |          |           | Stroeërweg 33 | 52° 10' 42" NB, 5° 39' 31" OL | 0203/123 | Boerderij, een tweede veeschuur, een wagenschuur/annex kippenhok en twee kippenschuren |
| Boerderij, bakhuis, schuren                                                            |          |           | Stroeërweg 39 | 52° 10' 39" NB, 5° 40' 50" OL | 0203/124 | Boerderij, bakhuis, schuren                                                            |
| Boerderij                                                                              |          |           | Wolweg 8      | 52° 11' 5" NB, 5° 41' 42" OL  | 0203/125 | Boerderij                                                                              |
| Schuur                                                                                 |          |           | Wolweg 8      | 52° 11' 5" NB, 5° 41' 42" OL  | 0203/126 | Schuur                                                                                 |

## Terschuur
De plaats Terschuur kent 9 gemeentelijke monumenten:
| Object                                                      | Bouwjaar | Architect | Locatie                  | Coördinaten                  | Nr.      | Afbeelding                                                  |
| ----------------------------------------------------------- | -------- | --------- | ------------------------ | ---------------------------- | -------- | ----------------------------------------------------------- |
| Boerderij De Tolboom en schuur                              | ca. 1900 |           | Hoevelakenseweg 89       | 52° 9' 53" NB, 5° 31' 20" OL | 0203/127 | Boerderij De Tolboom en schuur                              |
| Woning                                                      | ca. 1830 |           | Hoevelakenseweg 122      | 52° 9' 53" NB, 5° 31' 13" OL | 0203/128 | Woning                                                      |
| Voormalig Tolhuis                                           | 1900     |           | Hoevelakensweg 146       | 52° 9' 48" NB, 5° 31' 2" OL  | 0203/129 | Voormalig Tolhuis                                           |
| Boerderij, schuur, schaapskooi                              | 1856     |           | Hoevelakenseweg 177      | 52° 9' 55" NB, 5° 30' 14" OL | 0203/130 | Boerderij, schuur, schaapskooi                              |
| Boerderij, bakhuis, schuren, wagenschuur 2 roeden bergingen | 1896     |           | Kallenbroekerweg 190-192 | 52° 8' 60" NB, 5° 32' 9" OL  | 0203/131 | Boerderij, bakhuis, schuren, wagenschuur 2 roeden bergingen |
| Boerderij                                                   |          |           | Leemweg 2                | 52° 10' 5" NB, 5° 32' 1" OL  | 0203/132 | Boerderij                                                   |
| Boerderij, bakhuis, schuur                                  |          |           | Molweg 32                | 52° 9' 26" NB, 5° 31' 33" OL | 0203/133 | Boerderij, bakhuis, schuur                                  |
| Twee hooibergen en kippenschuur                             |          |           | Molweg 32                | 52° 9' 26" NB, 5° 31' 33" OL | 0203/134 | Twee hooibergen en kippenschuur                             |
| Boerderij, bakhuis, schuur                                  | 1900     |           | Zelderseweg 57           | 52° 10' 8" NB, 5° 33' 38" OL | 0203/135 | Boerderij, bakhuis, schuur                                  |

## Voorthuizen
De plaats Voorthuizen kent 22 gemeentelijke monumenten, zie de lijst van gemeentelijke monumenten in Voorthuizen.

## Zwartebroek
De plaats Zwartebroek kent 1 gemeentelijk monument:
| Object                                      | Bouwjaar | Architect | Locatie            | Coördinaten                   | Nr.      | Afbeelding                                  |
| ------------------------------------------- | -------- | --------- | ------------------ | ----------------------------- | -------- | ------------------------------------------- |
| Nederlands hervormde Zaalkerk en toebehoren | 1958     | A.H. Nes  | Eendrachtstraat 32 | 52° 10' 32" NB, 5° 30' 38" OL | 0203/158 | Nederlands hervormde Zaalkerk en toebehoren |

Aalten · 
Apeldoorn · 
Arnhem · 
Barneveld · 
Berkelland · 
Beuningen · 
Bronckhorst · 
Brummen · 
Buren · 
Culemborg · 
Doesburg · 
Doetinchem · 
Druten · 
Duiven · 
Ede · 
Elburg · 
Epe · 
Ermelo · 
Groesbeek · 
Harderwijk · 
Hattem · 
Heerde · 
Heumen · 
Lingewaard · 
Lochem · 
Maasdriel · 
Montferland · 
Neder-Betuwe · 
Nijkerk · 
Nijmegen · 
Nunspeet · 
Oldebroek · 
Oost Gelre · 
Oude IJsselstreek · 
Overbetuwe · 
Putten · 
Renkum · 
Rheden · 
Rozendaal · 
Scherpenzeel · 
Tiel · 
Ubbergen · 
Voorst · 
Wageningen · 
West Betuwe · 
West Maas en Waal · 
Westervoort · 
Wijchen · 
Winterswijk · 
Zaltbommel · 
Zevenaar · 
Zutphen